# SiRFstarV
SiRFstarVは、SiRFテクノロジーによって開発、製造された高感度GPSマイクロコントローラチップ。
2012年に発売されたSiRFstarVチップは、GPS、GLONASS、ガリレオ、北斗衛星導航系統、SBAS、およびGNSS信号を追跡し、カーナビゲーション、スマートフォン、カメラ、腕時計、フィットネス製品などのデバイスの高精度位置測定を可能とする。

## 機能
SiRFusionプラットフォームは、GNSSからの測位、Wi-Fiやセルラーなどの地上無線ソリューション、加速度計、ジャイロスコープ、コンパスなどのMEMSセンサーを統合する。SiRFusionは、このリアルタイム情報をセルラー基地局およびWi-Fiアクセスポイントの位置データと組み合わせて、CSRポジショニングセンター(CPC)からの情報を天体暦ベースで支援し、正確で信頼性の高い位置更新を生成する。